# بروتینژ
بروتینژ (به هلندی: Bruntinge) یک منطقهٔ مسکونی در هلند است که در میدن-درنته واقع شده‌است.